# 阎爱英
阎爱英（1946年—），女，山西文水人，中华人民共和国政治人物，曾任中共长治市委书记，山西省企业工委书记，山西省政协副主席。